# Cellere
Cellere is een gemeente in de Italiaanse provincie Viterbo (regio Latium) en telt 1249 inwoners (31-12-2004). De oppervlakte bedraagt 37,2 km², de bevolkingsdichtheid is 35,01 inwoners per km².
De volgende frazioni maken deel uit van de gemeente: Pianiano.

## Demografie
Cellere telt ongeveer 575 huishoudens. Het aantal inwoners daalde in de periode 1991-2001 met 9,5% volgens cijfers uit de tienjaarlijkse volkstellingen van ISTAT.
| Jaar | Inwoneraantal |
| ---- | ------------- |
| 1991 | 1437          |
| 2001 | 1301          |

## Geografie
De gemeente ligt op ongeveer 344 m boven zeeniveau.
Cellere grenst aan de volgende gemeenten: Arlena di Castro, Canino, Ischia di Castro, Piansano, Tessennano, Valentano.